# Zagórze (Rumia)
Zagórze (kaszb. Rëmiô Zagòrzé niem. Sagorsch) – dzielnica Rumi położona w dolinie Zagórskiej Strugi. Od zachodu i południa granicząca z kompleksem leśnym Trójmiejskiego Parku Krajobrazowego na południu dzielnica przechodzi w zabudowę Szmelty. Głównymi osiami komunikacyjnymi dzielnicy są ulice Sabata i Stefana Batorego. Połączenie z centrum miasta umożliwiają autobusy komunikacji miejskiej (linie nr 85, 86 i 288). Prowadzi tędy również turystyczny szlak Zagórskiej Strugi.

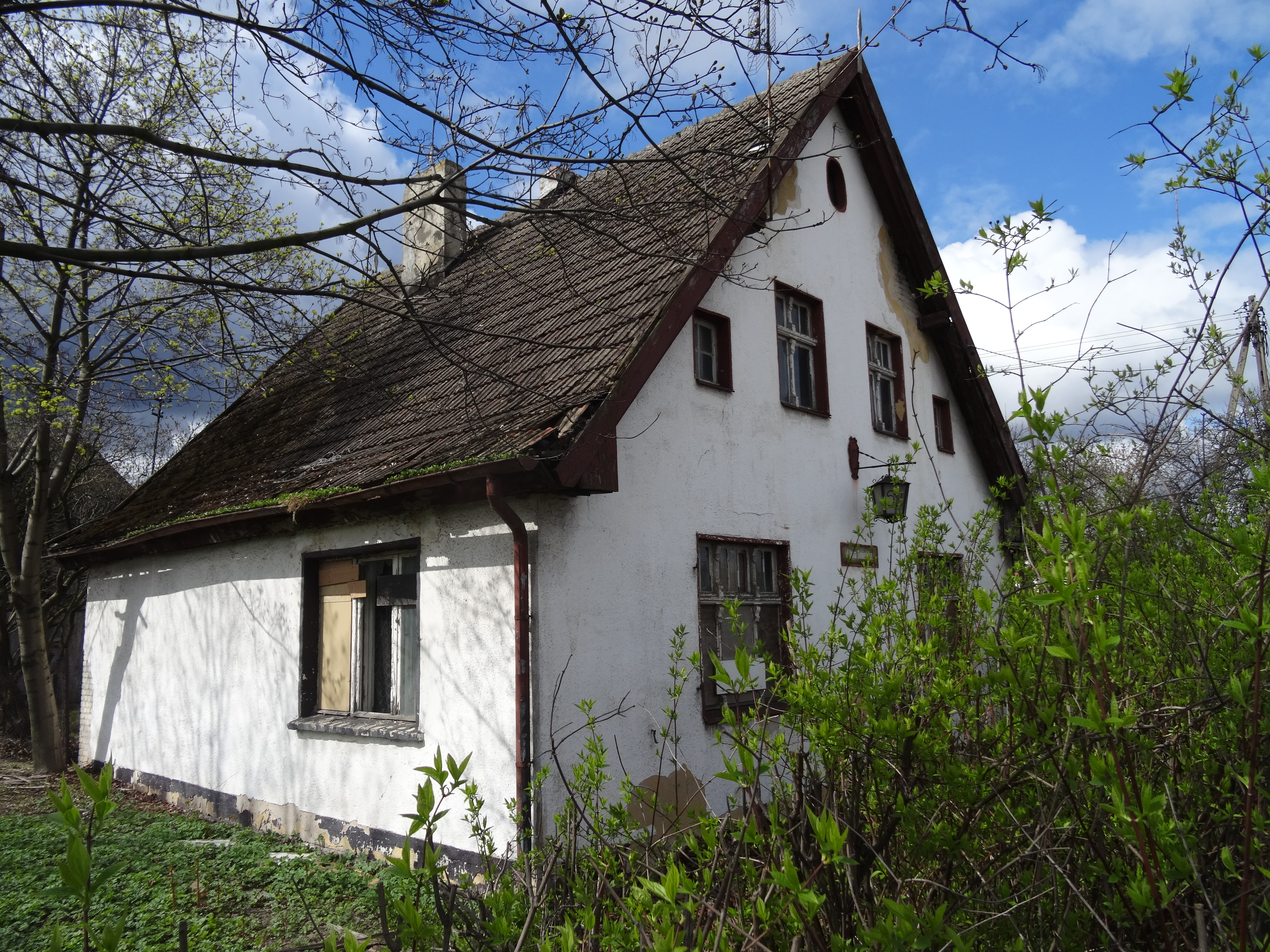
Rumia Zagórze Sobieskiego 68

W latach 1934–39 nazwę Lotnisko Rumia Zagórze nosiło nieistniejące już obecnie lotnisko cywilne (przekształcone w czasie II wojny światowej na wojskowe) na dzisiejszym obszarze administracyjnym Rumi. Nazwa Rumia-Zagórze, niem. Rahmel-Sagorsch odnosiła się w czasach pruskich i w okresie okupacji niemieckiej do pobliskiej stacji kolejowej. Do czasu uruchomienia wojskowego lotniska w Babim Dole służyło ono m.in. na potrzeby testowania torped lotniczych Luftwaffe.

## Historia
Dawniej samodzielna gmina jednostkowa, po I wojnie światowej w woj. pomorskim, początkowo w powiecie wejherowskim, od 1928 roku w powiecie morskim. Od 1934 w nowo utwrzonej zbiorowej gminie gmina Wejherowo, gdzie Zagórze utworzyło gromadę.
Po wojnie ponownie w Polsce, w woj. gdańskim. Zagórze stanowiło nadal gromadę w gminie Wejherowo, składającą się z siedmiu miejscowości: Zagórze, Biała Rzeka, Stara Piła, Szmelta, Pomorzanka, Leśne Zagórze i Ludwichowo. W 1951 powiat morski przemianowano z powrotem na wejherowski. W związku z reformą administracyjną Polski jesienią 1954 Zagórze weszło w skład nowo utworzonej gromady Rumia w tymże powiecie i województwie. Gromadę Rumia zniesiono już po pięciu tygodniach, 13 listopada 1954, w związku z nadaniem jej statusu miasta, przez co Zagórze  stało się integralną częścią miasta Rumi.

## Przemysł
W okresie międzywojennym istniały w Zagórzu dwie fabryki krzeseł, dwa tartaki i pięć młynów wodnych. W czasie II wojny światowej w Zagórzu wybudowano montownię silników samolotowych, działającą do końca 1944. W styczniu 1945 do jej pomieszczeń przeniesiono wyposażenie fabryk obuwia z Bydgoszczy i Starogardu. Od wojny do lat 90. działały tu zakłady garbarskie. W 1945 na terenie fabryki krzeseł założono zakład metalowy, który stał się zalążkiem największego rumskiego zakładu przemysłowego – Fabryki Urządzeń Okrętowych, obecnie wchodzącej w skład Grupy Remontowa.